# Hugo Graf von und zu Lerchenfeld auf Köfering und Schönberg

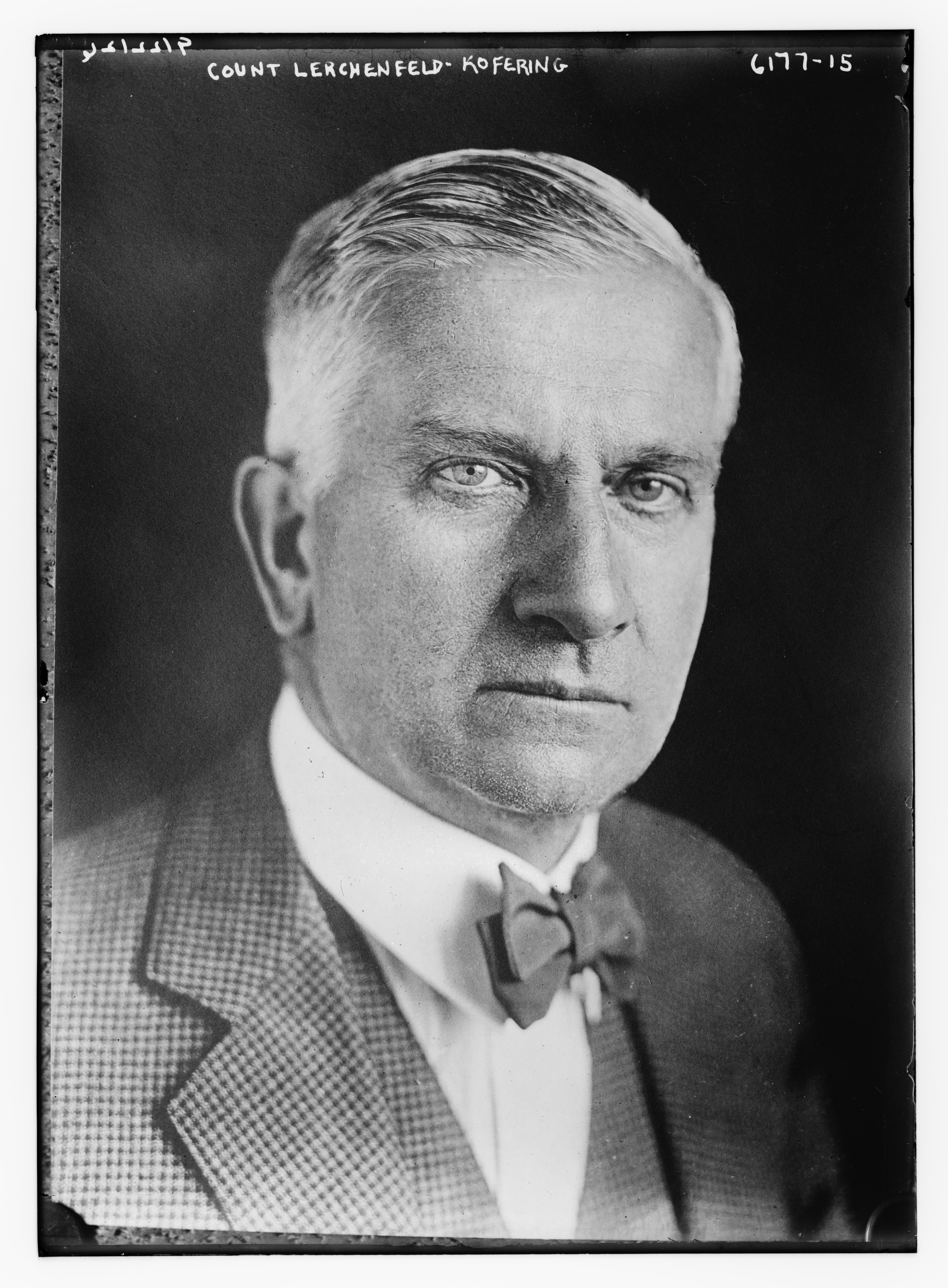
Hugo Graf von Lerchenfeld

Hugo Graf von und zu Lerchenfeld auf Köfering und Schönberg (* 21. August 1871 in Köfering, Oberpfalz; † 13. April 1944 in München), kurz auch Graf von Lerchenfeld-Köfering, war ein bayerischer Politiker (BVP) und deutscher Diplomat. Von 1921 bis 1922 war er bayerischer Ministerpräsident, Außenminister und Justizminister und von 1924 bis 1926 Mitglied des Reichstages. 1926 wurde er deutscher Gesandter in Österreich, dann ab 1931 bis 1933 in Belgien.

## Leben
Hugo Graf von und zu Lerchenfeld entstammte dem bayerischen Adelsgeschlecht Lerchenfeld. Nach dem Schulbesuch (Abitur 1889 am Wilhelmsgymnasium München) studierte er Rechtswissenschaften und wurde 1900 zum Assessor im Bezirksamt in Neustadt an der Weinstraße ernannt. 1904 wechselte er dann in das Bayerische Staatsministerium des Innern, ehe er zwischen 1909 und 1914 Bezirksamtmann von Berchtesgaden wurde.
Am 24. September 1902 heiratete er die aus New York stammende Ethel Louise Wyman (1879–1943). Das Paar hatte zwei Söhne, Johann Emmeran Gabriel (1905–1962) und Emmeran Max Hugo.
1914 erfolgte seine Ernennung zum Regierungsrat im Bayerischen Staatsministerium für Kultus, das er allerdings 1915 wieder verließ, weil er als Regierungsrat in die Zivilverwaltung für die von Deutschland besetzten Gebiete Russisch-Polens wechselte. Nach dem Ende des Ersten Weltkrieges wurde er 1919 zum Geheimen Legationsrat im Auswärtigen Amt ernannt und war als solcher von 1920 bis 1921 Bevollmächtigter Vertreter des Auswärtigen Amtes und der Reichsregierung beim Volksstaat Hessen in Darmstadt.
Später war er vom 21. September 1921 bis zum 2. November 1922 bayerischer Ministerpräsident, Außenminister und Justizminister. Er gehörte der Bayerischen Volkspartei (BVP) an, einer konservativen Partei in der Zeit der Weimarer Republik, und war entschiedener Gegner der nationalsozialistischen Bewegung. Unter seiner Regierung wurde der Ausnahmezustand in Bayern aufgehoben.
Bei der Reichstagswahl im Mai 1924 wurde er in den Deutschen Reichstag gewählt, dem er bis zu seiner Mandatsniederlegung am 31. Oktober 1926 angehörte. Im Parlament vertrat er den Wahlkreis 26 (Franken). 1925 wurde er Ehrenmitglied des Archäologischen Instituts des Deutschen Reiches. Von 1926 bis 1931 war er als Nachfolger von Maximilian Pfeiffer Gesandter in Österreich. Im Rahmen eines Revirements bei den Auslandsvertretungen wurde er 1931 als Nachfolger von Alfred Horstmann dann Gesandter in Belgien, während Kurt Rieth ihm als Botschafter in Wien folgte.
Nach der NS-Machtübernahme wurde er 1933 in den einstweiligen und dann 1934 in den endgültigen Ruhestand versetzt. Sein Nachfolger als Gesandter in Brüssel wurde Graf Raban Adelmann von Adelmannsfelden.
Neben seiner politischen und diplomatischen Tätigkeit engagierte sich Hugo Graf von Lerchenfeld für die Freie Wohlfahrtspflege. Er war seit deren Gründung 1925 Präsident der Deutschen Liga der freien Wohlfahrtspflege, bis er dieses Amt auf Druck der Nationalsozialisten aufgeben musste. Er gehörte auch dem Zentralvorstand des Deutschen Caritasverbandes (DCV) an. Lerchenfeld war Mitglied des Ritterordens vom Heiligen Grab zu Jerusalem.